# Martin Knutzen
Martin Knutzen (1713-1751) fue un filósofo alemán, discípulo de Alexander Baumgarten y maestro de Johann Georg Hamann e Immanuel Kant, a quien introdujo a la física de Newton. 
Knutzen fue un destacado profesor de lógica y metafísica en la Universidad de Königsberg (la actual Kaliningrad). Discípulo de Christian Wolff, en la escuela racionalista, Knutzen se interesó además por las ciencias naturales, y enseñó física, astronomía y matemáticas, además de filosofía. El estudio de las doctrinas de Newton lo indujo a cuestionar la teoría leibniziana y wolffiana de la armonía preestablecida, defendiendo el papel de la causalidad mecánica en el movimiento de los objetos físicos; sus enseñanzas al respecto influirían en la obra posterior de Kant, que buscaría reconciliar la autonomía de lo espiritual con la realidad de la mecánica en la Crítica del Juicio.
La relación de Knutzen con Kant, un pietista como él, fue sumamente estrecha. Próximos en edad, Knutzen lo introdujo en el estudio de la mecánica y la óptica, además de discutir extensamente cuestiones de fe. Su amplia biblioteca sobre ciencias naturales constituyó un recurso invalorable para la redacción del primer tratado de Kant, Gedanken von der wahren Schätzung der lebendigen Kräfte ("Meditaciones sobre la verdadera estimación de las fuerzas vivas"), un ensayo matemático, y ejerció una poderosa influencia en el pensamiento kantiano.
Knutzen sería también una figura importante en la formación de Johann Georg Hamann.

## Su Vida
Martin Knutzen, nació en Königsberg (hoy Kaliningrado) en 1713, ciudad en la que murió en el año 1751. 
De acuerdo con sus biógrafos (Beck, 1960) (Erdmann, 1973) (Kuehn, 2001) a quienes se sigue en este escrito, Martin Knutzen, el joven catedrático extraordinario que ocupaba la cátedra de matemáticas y filosofía, plantó e hizo crecer la semilla de la filosofía y las ciencias en Kant.
Knutzen tenía una fuerte personalidad, que marcó la evolución de Kant en la Universidad de Könisberg. Kant mantuvo con el profesor Knutzen un estrecho contacto; tenía un acceso ilimitado a la biblioteca privada de Knutzen. Fue éste quien le introdujo en la literatura científica de la época y especialmente en las obras de Isaac Newton que tanto influeciaron a Kant en el desarrollo de su propia filosofía. Sin embargo, Knutzen no consideraba a Kant como uno de sus mejores alumnos, entre los que se encontraban Friedrich Johann Buck (1722-1786) o Johann Friedrich Weitenkampf (1726-1758). El nombre de Kant jamás apareció en la abundante correspondencia de Knutzen con Euler, lo que es un indicio de la poca estima en que Knutken lo tenía.
Knutzen tenía 10 años más que Kant y alcanzó la cátedra a la edad de 21 años. Su precocidad, no obstante, no le condujo a mayores responsabilidades. Presiones externas impidieron que se hiciera cargo de una cátedra ordinaria. Como su discípulo Kant, Knutzen llevó una vida alejada del mundanal ruido y dedicada al estudio. Su “sedentarismo” hizo que jamás se alejara más de treinta millas de su ciudad natal, Königsberg.
Flottwell escribía el 29 de enero de 1751 que Knutzen había heredado primeramente 10 000 táleros y más tarde otros 15.000 y, sin embargo, este filósofo vivía constantemente de mal humor, sin contactos sociales y en completo aislamiento. Tres días después de que Flottwell escribiera estas palabras, Knutzen estaba muerto (Kuehn, 2001). En efecto, su carácter impetuoso y exagerado, tanto en el estudio como en la labor académica, acabó con su vida a la edad de 37 años. Murió gozando de un enorme prestigio y una gran admiración por parte de su alumnado, al que pertenecía de manera muy especial Kant, a quien puso en contacto con los últimos avances y descubrimientos de la ciencia, por un lado, y con el empirismo inglés, por el otro.
La viuda de Knutzen contrajo nuevas nupcias con el amigo íntimo de Kant, doctor en jurisprudencia y joven abogado Johann Daniel Funk (1721-1764). Con él Kant se sentía a sus anchas, siendo la interacción mutua máxima. Funk daba conferencias sobre jurisprudencia y como lo señaló Hippet (Borowski, 1804): Justamente, porque podía vivir sin el ingreso de sus conferencias, Funk era con mucho el mejor de los profesores (Magister). Incluso en aquel tiempo era evidente para mí que los caballeros que contaban con otros ingresos tenían una o más concubinas junto a su esposa oficial. Mi querido y viejo Funk, que se había casado con la viuda del profesor Knutzen, alguien muy famoso en su tiempo, no se privaba de ciertas distracciones añadidas al hecho conyugal, pero sus lecciones eran tan castas como la cama de un élego.

## Su Pensamiento y Obra
Knutzen pretendió encontrar un equilibrio entre el luteranismo pietista y la filosofía dogmática de Christian Wolff, intentando compatibilizar las enseñanzas del primero con las enseñanzas y los presupuestos de la filosofía ilustrada de Wolf. Para Knutzen, la filosofía no era un elemento meramente propedéutico que hacía las veces de herramienta para poder acceder a la teología, sino una ciencia independiente que establecía sus propios postulados. Ello queda patente en uno de sus escritos, publicado  en 1740, el año en que Kant entró en la universidad, titulado: “Demostración filosófica de la verdad de la región cristiana” (Knutzen, 1740). Dicho título, que se iba a convertir en su obra más famosa y que le dio renombre en el siglo XVIII,  refleja que la filosofía es la depositaria de la de la demostración racional incluso de la propia religión. Al escribir este libro, Knutzen no sólo mostró la firmeza de sus raíces en la discusión teológica de Königsberg, sino que igualmente puso de manifiesto su conocimiento íntimo de un aspecto hasta entonces desconocido de la filosofía británica. El libro también ofrece una buena perspectiva de la posición teológica de Knutzen. Esta obra había aparecido primeramente como una serie de artículos en las “Königsberger Intelligenzblätler” (Knutzen, 1745). Knutzen insuflaba, de esta manera, aire fresco, moderno y avanzado en el ambiente cultural prusiano dominado por la teología pietista de Schultz.
Muchos de sus alumnos se mostraban orgullosos de haber estudiado con él. Así, Johann Georg Hamann (1730-1788) mentor del movimiento literario “Sturm und Drang”, decía en su autobiografía: Yo fui alumno del famoso Knutzen en todos sus cursos sobre filosofía y matemáticas, al igual que en sus conferencias privadas sobre álgebra; también fui miembro de la sociedad psicoteológica que él fundó pero que no tuvo éxito. Otros estudiantes como Ludwing y Ernest Borower (1740-1838) y Benno Erdmann hablaban en términos parecidos.
Knutzen tomó, filosóficamente hablando, una postura antileibniziana, al sostener que la teoría de la armonía preestablecida era tan errónea como el ocasionalismo y que la única teoría razonable era la del influjo físico, en la senda de Locke y el corpuscularismo.  En efecto, la teoría de la armonía preestablecida de Leibniz en su forma más estricta era inaceptable para Knutzen por razones teológicas. También hubo diferencias y controversia entre la opinión de Knutzen, Kant, Leibniz, Descartes y Newton acerca del concepto de fuerza viva, fuerza muerta y momento de fuerza. Y una vez más, al final,  Newton era el acertado. De modo que sus posiciones están más próximas a los filósofos británicos que a los alemanes. Parecido cabe decir sobre su epistemología. De hecho, la muerte le sobrevino cuando se encontraba traduciendo el ensayo de John Locke “Of the Conduct of the Human Understanding”, en español "La conducta del entendimiento".
En 1744, tuvo lugar una importante controversia que conmocionó los medios científicos y académicos de la época. Años antes, en 1738, Knutzen había predicho que un cometa observado en 1698 reaparecería de nuevo en el invierno de 1744. Predicción basada, al parecer, en la teoría de Newton acerca del curso de los cometas periódicos, que orbitaban en torno al Sol describiendo elipses (Waschkies, 1987). Cuando en ese mismo año apareció un cometa, Knutzen se hizo célebre en la ciudad y se ganó una reputación de gran astrónomo que sobrepasó las fronteras de Königsberg. Knutzen, en 1744, publicó un libro con el título: “Pensamientos racionales sobre los cometas, en los que se examina y está representada su naturaleza y su carácter, como también las causas de su movimiento, y se ofrece al mismo tiempo una breve descripción del notable cometa de este año”. Este libro,  fue, según Christian Jacob, Kraus (1753-1807), el discípulo más inteligente de Kant, el que despertó el interés de éste por la ciencia, llevándole a escribir su propia “Historia General de la Naturaleza y Teoría del Cielo” (Kant, 1755) que apareció once años más tarde. Al igual que otros alumnos, Kant debió contemplar a Knutzen como un héroe.
Sin embargo, pronto surgieron dudas y nada menos que por parte del gran y prolífico matemático Leonhard Euler. En efecto, Euler, tanto por carta, como en un artículo aparecido a finales de 1744, mostró que la predicción de Knutzen no era “verdadera”. La razón era clara, el cometa de 1744 “no” era el mismo que el cometa de 1698, y en consecuencia evidenciaba que Knutzen no conocía la suficiente física (Waschkies, 1987). Euler sostenía que tendrían que pasar al menos cuatrocientos o quinientos años, antes de que el cometa de 1698 pudiera ser visto de nuevo. Pero esta refutación le importó una higa a la mayoría de los ciudadanos de Königsberg y menos aún de Knutzen y a sus alumnos. Estos jamás reconocieron que la predicción de su maestro estuviera equivocada hasta el punto en que un poema,  escrito con ocasión del entierro de Knutzen, éste era comparado con Newton, Descartes, Leibniz, Locke y Boyle.
La obra de Knutzen sobre los cometas obedecía en todo caso a intereses teológicos. De hecho, fue escrita en parte como respuesta a un folleto titulado “Intento de Consideración de Cometa, el Diluvio y el Preludio del Juicio Final; de acuerdo con razones astronómicas y con la Biblia…” aparecido en Berlín y Leipzig en 1742 y cuyo autor era Johann Heyn. Éste mantenía que el temor a los cometas como portadores de malos augurios estaba bien fundado. Knutzen rechazaba esta opinión, basándose en Newton, y concluía que Heyn era un alarmista y un oscurantista. Éste respondió a Knutzen acusándolo de plagiario, pues la predicción ya había sido hecha un año antes en el “Leipziger Gelehrte Anzeigen”, y sugiriendo también que Knutzen no había probado suficientemente las respectivas identidades del cometa de 1698 y el de 1744. Knutzen y sus discípulos ignoraron la referencia de Heyn a Euler, al igual que lo habían hecho con la propia crítica de Euler.
La concepción que tenía Knutzen de las cuestiones científicas y matemáticas era inadecuada para hacer progresar la discusión de los aspectos más técnicos de la física. Knutzen no pertenecía a esa “pequeña elite” de científicos continentales que entendían los detalles de la física newtoniana. Su conocimiento del cálculo era manifiestamente mejorable. Apoyándose más en modelos mecánicos que en cálculos rigurosos, poseía un cierto conocimiento de los “Principia” de Newton pero era incapaz de realizar cualquier contribución original a la ciencia. Ni tampoco deseaba trazar una línea neta entre ciencia y metafísica. Los intereses teológicos y apologéticos dictaban lo que podía y no podía ser aceptado al menos tanto como en las perspectivas científicas. Como científico Knutzen era más bien limitado, incluso para los estándares del siglo XVIII.
De Knutzen se dijo que cuando era estudiante no se acercó a los aristotélicos sino “a los hombres que tenían la suficiente preparación para poder instruirlo en la filosofía más reciente, en la matemática”. Knutzen estudió por sí mismo el cálculo y parece ser que estudió el álgebra con la obra en latín de Wolf (Buck, 1768). Aunque quizás la aportación más importante de Knutzen a la matemática o más en concreto a la teoría de números, tal vez, sea de naturaleza histórica. En efecto, Knutzen en su preclaro ensayo titulado: “Von dem Wahren Auctore der Arithmeticae Binariae, …” en español “Del verdadero autor de la Aritmética Binaria, también llamada Diádica Leibniziana” (Knutzen, 1742), afirma, con razón, que el sistema binario de numeración atribuido por muchos, incluido el mismo, a Leibniz, era debida al obispo español Juan Caramuel de Lobkowitz (Caramuel, 1670). Concretamente en la “Meditatio Proemialis” de su obra titulada en el barroco estilo de la época: “Mathesis bíceps vetrus et nova. In ómnibus, et singulis veterum, et recientorum placita examinantur; interdum corriguntur, semper dilucidantur…”.